# Aldis Intlers
Aldis Intlers (Liepāja, URSS, 24 de abril de 1965–28 de agosto de 1994) fue un deportista letón que compitió para la URSS en bobsleigh. Ganó una medalla de bronce en el Campeonato Mundial de Bobsleigh de 1989, en la prueba doble.

## Palmarés internacional
| Representando a la URSS |                            |                   |        |
| Campeonato Mundial      |                            |                   |        |
| Año                     | Lugar                      | Medalla           | Prueba |
| 1989                    | Cortina d'Ampezzo (Italia) | Medalla de bronce | Doble  |